# Swin Cash
Swintayla Marie Cash (nacida el 22 de septiembre de 1979 en McKeesport, Pensilvania) es una jugadora de baloncesto estadounidense. 